# Три дочери
«Три дочери» (бенг. তিন কন্যা, Teen Kanya; также встречается название «Две дочери») — чёрно-белый фильм-антология 1961 года, снятый индийским режиссёром Сатьяджитом Раем по мотивам рассказов Рабиндраната Тагора. Фильм состоит из трёх частей: «Почтмейстер» (Postmaster), «Утерянное сокровище» (Monihara) и «Итог» (Samapti), центральная тема которых — женский характер.

## «Почтмейстер»
Нандалал, молодой почтмейстер из маленькой деревеньки, пытается уехать в Калькутту. Ему прислуживает 10-летняя сирота Ратан. Однажды он решил научить её читать и писать. Ратан с охотой начала обучаться, и…
| Актёр             | Роль     |
| ----------------- | -------- |
| Анил Чаттерджи    | Нандалал |
| Чандана Банерджи  | Ратан    |
| Нрипати Чаттерджи | Бисэй    |
| Хаген Патэк       | Хаген    |
| Гопал Рой         | Билаш    |

## «Утерянное сокровище»
Центральная тема второй части фильма — одиночество. Под его влиянием Монималика стала скупой и жестокой. Прожив с мужем в браке 10 лет, она всё равно оставалась к нему равнодушной. Чтобы завоевать её любовь, муж дарил Монималике драгоценности. Но она боялась, что однажды муж потребует всё обратно…
| Актёр              | Роль            |
| ------------------ | --------------- |
| Кали Банерджи      | Фанибхушон Саха |
| Каника Мазумдар    | Монималика      |
| Кумар Рой          | Мадхушудон      |
| Гобинда Чакраборти | Учитель         |

## «Итог»
В третьей части фильма с юмором показан институт брака в Индии.
Сдав экзамены в Калькутте, Амулия приезжает в свою деревню к матери. Мать надеется, что он женится на девушке, которую она ему выбрала. Однако он женится на Мримойи, которую прозвали Пагли — сумасшедшая. В брачную ночь она говорит ему, что вышла замуж по принуждению и не смирится с утратой свободы…
| Актёр             | Роль      |
| ----------------- | --------- |
| Сумитра Чаттерджи | Амулия    |
| Апарна Дас Гупта  | Мринмойи  |
| Сита Мукерджи     | Джогмайа  |
| Гита Дэй          | Нистарини |
| Сантош Датта      | Кисори    |
| Михир Чакраборти  | Рахал     |
| Дэви Неоджи       | Харипада  |